# Associazione Sportiva Reggina 1948-1949
Questa pagina raccoglie i dati riguardanti l'Associazione Sportiva Reggina nelle competizioni ufficiali della stagione 1948-1949.

## Stagione
La squadra, allenata inizialmente da Luigi Rossetto ed in seguito da Giuseppe Peruchetti, ha concluso il girone D della Serie C 1948-1949 al terzo posto.

## Rosa
| N. |                   | Ruolo | Calciatore         |
| -- | ----------------- | ----- | ------------------ |
| -  | Italia (bandiera) | P     | Gino Gardassanich  |
| -  | Italia (bandiera) | P     | Luigi Pendibene    |
| -  | Italia (bandiera) |       | Zanni              |
| -  | Italia (bandiera) | C     | Attilio Gallo      |
| -  | Italia (bandiera) |       | Bercich            |
| -  | Italia (bandiera) | C     | Michele Santacroce |
| -  | Italia (bandiera) |       | Porcino            |
| -  | Italia (bandiera) | A     | Luigi Dodi         |
| -  | Italia (bandiera) |       | Luciano Bartolomei |
| -  | Italia (bandiera) |       | Cara I             |

| N. |                   | Ruolo | Calciatore        |
| -- | ----------------- | ----- | ----------------- |
| -  | Italia (bandiera) |       | Lucchesi          |
| -  | Italia (bandiera) | C     | Mario Ferrari     |
| -  | Italia (bandiera) | A     | Erminio Bercarich |
| -  | Italia (bandiera) |       | Gentilomo         |
| -  | Italia (bandiera) |       | Collica           |
| -  | Italia (bandiera) |       | Sperti            |
| -  | Italia (bandiera) |       | Cara II           |
| -  | Italia (bandiera) | D     | Arcangelo Zerbini |
| -  | Italia (bandiera) | A     | Albino Sencich    |
| -  | Italia (bandiera) |       | Biavati           |

## Piazzamenti e Marcatori
- Serie C: 3º posto.
- 17 reti Bercarich
- 10 reti Sperti
- 6 reti Biavati
- 4 reti Santacroce e Lucchesi
- 3 reti Ferrari e Cara I
- 2 reti Dodi e Bercich
- 1 rete Porcino e Collica